# 손민호
손민호(孫珉鎬, 1968년 3월 3일 ~ )은 대한민국 인천광역시의회 의원이다.

## 학력
- 간석초등학교
- 광성중학교
- 제물포고등학교
- 인하대학교 금속공학과 졸업

## 경력
- 대우자동차 주임연구원
- 나누어드림(지적장애인자활협동조합) 협동조합 이사장
- 두리지역복지센터남동사업단 대표
- 2014.07 ~ 2018.04: 제7대 인천광역시 계양구의회 의원
- 2018년 7월 1일 ~ 2022년 4월 1일 : 제8대 인천광역시의회 의원
  - 2018.07 ~ 2020.06: 제8대 인천광역시의회 전반기 기획재정위원회 위원장

## 역대 선거 결과
|  | 31.47% |

|  | 70.79% |